# Giovanni Capellini
Pour les articles homonymes, voir Capellini.
Giovanni Capellini (La Spezia, 23 août 1833-Bologne, 28 mai 1922) est un géologue et paléontologue italien. Il a été sénateur du royaume d'Italie.